# Klöckner & Co
Klöckner & Co SE (meestal afgekort als KlöCo) is een beursgenoteerde, onafhankelijke staal- en metaaldistributeur die is gevestigd in Duisburg. De kernactiviteit van KlöCo is de verkoop van staal en non-ferrometalen. Via zijn distributienetwerk met  150 vestigingen bedient de onderneming meer dan 85.000 klanten.

## Activiteiten
Klöckner & Co is actief in Europa en Noord-Amerika en zijn verdeeld over drie bedrijfsonderdelen:
- Kloeckner Metals Americas
- Kloeckner Metals EU
- Kloeckner Metals non-Eu

Kloeckner Metals Americas levert de grootste bijdrage aan de omzet, in 2023 werd hier 55% van de omzet gerealiseerd. Europa stond met 29% op de tweede plaats en de rest van de verkopen vonden plaats in niet-EU landen. De bouwsector is de grootste afnemer en vertegenwoordigde 28% van de totale omzet, gevolgd door de machinebouw met 26% en de transportsector met 20%. KlöCo telde zo'n 85.000 klanten die worden voorzien door 150 distributie- en servicevestigingen. In 2023 werd ongeveer vijf miljoen ton aan staalproducten geleverd.

### Producten en diensten
Het assortiment van KlöCo varieert van lange producten (stalen balken voor de bouwindustrie), platte producten (plaatstaal voor machinebouwers), holle profielen (voor de staalbouw), roestvaststaal en kwaliteitsstaal (hooggelegeerde stalen buizen voor de machinebouw), aluminium (aluminium staven voor installaties) tot speciale producten zoals kunststoffen, ijzerwaren en accessoires. In totaal levert KlöCo ongeveer 190.000 verschillende producten en levert diensten als knippen, snijbranden, oppervlaktebehandelingen en het snijden en splitsen van staalband.

### Markt en concurrentie
De belangrijkste concurrenten van KlöCo op de Noord-Amerikaanse markt zijn Reliance Steel & Aluminum Co. (VS), Ryerson Inc. (VS) en Russel Metals Inc. (Canada). In Europa zijn de BE Group (Zweden) en de distributieafdelingen van de staalproducenten Salzgitter AG (Duitsland), Tata Steel (VK), ArcelorMittal (Nederland) en ThyssenKrupp (Duitsland) de belangrijkste concurrenten.

## Geschiedenis
Op 28 juni 1906 richtte de koopman Peter Klöckner in Duisburg de handelsonderneming Klöckner & Co op om de groeiende ijzer- en staalindustrie te kunnen bedienen. Peter Klöckner werd in 1863 in Koblenz geboren en was bij de oprichting van zijn bedrijf al 24 jaar actief in de ijzer- en staalindustrie. De handelsactiviteiten ondersteunden de industriële ondernemingen, zoals smelterijen, installaties en fabrieken, van Peter Klöckner. Hieruit kwamen later Klöckner-Werke AG en Klöckner-Humboldt-Deutz AG voort. Al in het oprichtingsjaar 1906 werden meer vestigingen geopend, waardoor Klöckner & Co vrijwel direct beschikte over een uitgebreid netwerk in heel Duitsland.
Het wijdvertakte handels- en distributienetwerk werd binnen een paar jaar zo groot dat Klöckner de onderneming niet meer op de klassieke patriarchale basis kon leiden. De vestigingen kregen de status van autonome bedrijven, waarin de bedrijfsleiders zelfstandig beslissingen mochten nemen. De handelsonderneming fungeerde als het centrum van de productieketen, die in 1912 al het hele traject van de ijzerertswinning tot de fabricage van metaaldraad en machines omvatte. In 1913 werd de onderneming ook actief in de schroothandel, die zich tot een zeer winstgevende tak van de ijzer- en staalhandel ontwikkelde.

### De Eerste Wereldoorlog
Het succes van de onderneming was op zijn hoogtepunt toen de Eerste Wereldoorlog uitbrak. De industrie leed zwaar onder de oorlog, vooral omdat arbeiders massaal werden opgeroepen voor de dienstplicht. Ook voor Peter Klöckner was dit een groot probleem. Zo stonden zijn activiteiten in Knutange tijdens de oorlogsjaren op een lager pitje, omdat veel Italiaanse en Poolse werknemers terugkeerden naar hun eigen land.

### Groei in crisistijd
Tijdens de economische crisis na de Eerste Wereldoorlog wist KlöCo het hoofd boven water te houden. Een uitbreiding van het aantal werkterreinen compenseerde de verliezen in de staalsector en de omzet steeg. De schroothandel zat in een hausse en andere activiteiten – zoals de handel in mijnhout, steenkool en chemicaliën – zorgden voor extra winst. In de jaren 1920 en 1930 werden de eerste buitenlandse vestigingen geopend in Europa en Noord- en Zuid-Amerika. De opdeling van de onderneming in Klöckner-Werke AG en Klöckner & Co zorgde daarnaast voor een grotere zelfstandigheid van de handelsafdeling. Het zakelijke succes van Peter Klöckner werd in december 1936 overschaduwd door een auto-ongeluk, waarbij zijn enige zoon en potentiële opvolger Waldemar om het leven kwam. Diens plaats in de top van het bedrijf werd opgevuld door Günter Henle, de echtgenoot van Peter Klöckners stiefdochter.

### In de greep van de politiek
Na de dood van Peter Klöckner op 5 oktober 1940 kreeg Günter Henle de leiding over de onderneming. Omdat Klöckner van strategisch belang was voor de Duitse wapenindustrie stond Klöckner-Werke tijdens de oorlogsjaren onder controle van de nazi's. Henle werd in 1942 door de nazi's ontslagen en dook korte tijd onder in Berlijn. Hij keerde echter al snel terug om de leiding over KlöCo op zich te nemen. De handelsonderneming bleef ook tijdens het naziregime relatief zelfstandig, maar een normale handel was in oorlogstijd nauwelijks mogelijk.

### Doorstart en het Wirtschaftswunder
Na de oorlog kwam Klöckner onder toezicht van de geallieerden, die de grote onderneming wilden opsplitsen. Onder deze moeilijke omstandigheden wist KlöCo verrassend snel een doorstart te maken. Evenals de andere Klöckner-bedrijven profiteerde de handelsonderneming van de wereldwijd snel toenemende vraag naar ijzer en staal. Na de juridische scheiding van Klöckner-Werke AG en Klöckner-Humboldt-Deutz AG in de jaren 1950 ontwikkelde Klöckner zich tot een zeer gediversifieerde handelsonderneming. De verkoop van staal in West-Duitsland zorgde ten tijde van het Wirtschaftswunder voor hoge winsten en de vestigingen in het buitenland zorgden ook internationaal voor een grotere omzet. Ook in andere industrieën profiteerde Klöckner van de economische bloei: de activiteiten van de handelsonderneming varieerden van kunststof tot olie en van scheepvaart tot brandertechnologie.

### Internationalisering
Nadat het Wirtschaftswunder ten einde kwam, reageerde KlöCo op de fundamentele veranderingen op de staalmarkt door het leveren van meer diensten, een reorganisatie van de magazijnen en toenemende internationale handelsactiviteiten. De staalhandel bleef de kernactiviteit, maar werd tevens actief op andere markten. Diversificatie en internationalisering hielden de handelsonderneming twee decennia lang op koers tijdens de instabiele economie van de jaren zeventig en tachtig. Aan het einde van dat laatste decennium leidde het bedrijf forse verliezen op termijncontracten voor aardolie die zijn voortbestaan bedreigde. Het ‘oliedebacle’ kostte de firma 600 miljoen Duitse mark. De voor deze afdeling verantwoordelijke Peter Henle accepteerde de consequenties en trad terug als directeur.
Uiteindelijk werd Klöckner gered door de Deutsche Bank, die 400 miljoen Duitse mark beschikbaar stelde om de verliezen te dekken. Hierdoor werd een faillissement voorkomen, maar het was duidelijk dat er een grondige reorganisatie noodzakelijk was. Deutsche Bank nam het bedrijf over en maakte er een naamloze vennootschap van. Na meer dan tachtig jaar was Klöckner geen familiebedrijf meer. In het kader van de reddingsoperatie kwam het bedrijf in bezit van VIAG. Onder deze nieuwe leiding ontwikkelde Klöckner zich in de jaren negentig tot een moderne internationale distributiespecialist voor onder meer staal, pc-producten, chemische producten, textiel en mobielbouw. Op de staalmarkt versterkte Klöckner zijn positie in deze jaren aanzienlijk.

### Focus op de kernactiviteit
In het voorjaar van 1997 kondigde Klöckner aan dat het zich voortaan zou richten op zijn kernactiviteit: de staal- en metaalhandel. Om deze koersverandering ook naar buiten toe zichtbaar te maken, werd een nieuw logo geïntroduceerd. De KlöCo-hond met het motto ‘multi metal distribution’ wordt tot op de dag van vandaag gebruikt.
Terwijl Klöckner zijn voorraadhoudende staalhandel in Europa verder uitbreidde, gingen niet-kernactiviteiten in de verkoop. In anderhalf jaar tijd werd het belang in Thyssen Klöckner Recycling GmbH verkocht, evenals Klöckner Chemiehandel GmbH en Computer 2000 en de betrokkenheid bij Röder Zeltsysteme und Service AG werd in de zomer van 1998 beëindigd en ging het resterende belang in Klöckner Industrie-Anlagen GmbH (INA) over aan de meerderheidsaandeelhouder. In amper vijftien maanden tijd werd een gediversifieerde onderneming uitsluitend actief als distributeur van staal en metaal. De omzet halveerde van 18,6 miljard Duitse mark in 1997 tot 9,5 miljard Duitse mark in 1998 en het aantal medewerkers daalde van 14.655 naar 10.752.
In 1998 kondigde VIAG aan dat het de Duisburgse staaldistributeur op de middellange termijn wilde afstoten. In 2001 werd KlöCo verkocht voor ongeveer 1,1 miljard euro aan de Balli Group, een Brits handelsbedrijf in materialen. Klöckner had op dat moment tienduizend medewerkers in dienst, met een jaarlijkse omzet van 4,8 miljard euro. De twee Iraanse eigenaren van de Balli Group - Hassan en Vahid Alaghband - bekenden dat ze voor de overname 47,5 miljoen euro van Klöckner & Co hadden gebruikt voor de financiering van de deal. Eerder was er al sprake van dat er 120 miljoen euro van de rekeningen van Klöckner & Co was doorgesluisd naar Zwitserland. In de hierop volgende rechtszaak werden de broers veroordeeld tot een voorwaardelijke gevangenisstraf van anderhalf jaar en boetes tussen de 1,75 miljoen en 2,25 miljoen euro wegens kwade trouw of het aanzetten hiertoe. Al twee jaar na de overname verkocht Balli 94,5% van de staal- en metaaldistributeur aan WestLB en 5,1% aan de Hamburgische Landesbank. Met een nieuwe eigenaar kreeg de onderneming ook een nieuwe directie. Dr. Thomas Ludwig werd bestuursvoorzitter en onder zijn leiding deed het bedrijf weer acquisities.

### Beursgang
In 2005 kwam KlöCo in handen van de Amerikaanse private-equityfirma Lindsay Goldberg & Bessemer, die een pakket aandelen in juni 2006 naar de beurs bracht. Op 29 januari 2007 werd het aandeel KlöCo opgenomen in de MDAX-aandelenindex van de Deutsche Börse. Vanaf augustus 2011 staan alle aandelen op de Frankfurter Wertpapierbörse genoteerd. Sinds 21 maart 2016 is het aandeel opgenomen in de SDAX-index.

### Expansieve acquisitiestrategie
Na de beursgang hanteerde KlöCo een expansieve acquisitiestrategie met tientallen overnames. In april 2007 werd Primary Steel overgenomen, waarbij de omzet in de Verenigde Staten met zo’n 60% toenam. In augustus 2008 werd de onderneming omgevormd tot een Europese vennootschap. Sindsdien opereert het bedrijf onder de naam Klöckner & Co SE.
Klöckner reageerde op de toenemende financiële crisis met een pakket noodmaatregelen die in oktober 2008 werden ingevoerd onder de titel ‘Wave 1’. Daarbij ging het onder meer om de tijdelijke opschorting van overnames, een kostenverlaging, het verminderen van de schuld en het afdekken van de financiering van de onderneming. In maart 2009 volgde het tweede pakket noodmaatregelen (‘Wave 2’). Om de sinds de beursgang van 2006 gehanteerde acquisitiestrategie een vervolg te kunnen geven, gaf KlöCo in juni 2009 converteerbare obligaties uit en werd kort daarna een kapitaalverhoging doorgevoerd.
In november 2009 volgde Gisbert Rühl Thomas Ludwig op als bestuursvoorzitter. Tien dagen na zijn aantreden ondertekende KlöCo een intentieverklaring om de Becker Stahl-Service Gruppe (BSS) over te nemen. In januari 2010 volgde de overname van Bläsi AG. Op 1 maart 2010 werd de overname van BSS afgerond.
In april 2011 nam Klöckner Macsteel Service Centers USA over. In mei van dat jaar volgde de overname van Frefer, de op twee na grootste onafhankelijke staal- en metaaldistributeur van Brazilië. Ongeveer een maand later, in juni 2011, voerde KlöCo een kapitaalverhoging door. De uitgifte van 33.250.000 nieuwe aandelen leverde netto ongeveer 516 miljoen euro op, een bedrag dat voornamelijk werd geïnvesteerd in de verdere ontwikkeling van de groeistrategie ‘Klöckner & Co 2020’. Eind 2011 werd Kloeckner Metals (Changshu) geopend, dit was het eerste staalservicecentrum in de Volksrepubliek China. Vooralsnog levert Kloeckner Metals voornamelijk aan Europese machine- en installatiebouwers die actief zijn in de regio Changshu.

### Reorganisaties en inkrimpen
Vanwege de afnemende vraag naar staal in Europa en de onzekere economische vooruitzichten startte de onderneming in het najaar van 2011 met een uitgebreid reorganisatieprogramma. In het kader hiervan werden zeventig vestigingen verkocht of gesloten en werden ongeveer 2200 banen geschrapt. Eind 2013 rondde KlöCo het reorganisatieprogramma af.
In maart 2023 deed SWOCTEM GmbH een vriendelijk bod op alle aandelen KlöCo. SWOCTEM had al een aanzienlijk minderheidsbelang en met het bod werd het belang verhoogd naar 41,5%. In augustus van hetzelfde jaar werd de overname van National Material of Mexico afgerond. Hiermee verstevigt KlöCo de marktpositie in Mexico waar veel autofabrieken staan. In december 2023 werd ingestemd met de verkoop van diverse belangen in Frankrijk, het Verenigd Koninkrijk, Nederland en België aan het Spaanse bedrijf Hierros Añon S.A..

## Onderscheidingen
- 'Top Company' en 'Open Company' bij Kununu: Klöckner & Co SE kreeg van het werkgeversbeoordelingsportal Kununu de keurmerken 'Top Company' als goed gewaardeerde werkgever en 'Open Company' voor de proactieve communicatie met kununu.com.[14]
- Frauen-Karriere-Index (carrière-index voor vrouwen): In 2018 behaalde Klöckner & Co SE de achtste plaats van de in totaal 160 deelnemende ondernemingen. De Frauen-Karriere-Index geeft op basis van objectieve cijfers aan in hoeverre leidinggevende functies gelijkwaardig zijn verdeeld tussen mannen en vrouwen.[15]
- 'Fair Company': Klöckner & Co SE kreeg van het werkgeversinitiatief 'Fair Company' het keurmerk voor een eerlijke en verantwoordelijke behandeling van stagiairs.